# 羽崎中洞古墳
羽崎中洞古墳（はざきなかぼらこふん）とは、岐阜県可児市羽崎にある横穴墓。岐阜県指定史跡。

可児川と久々利川に挟まれた丘陵の南側、羽崎地区の東側に位置しており、この丘陵の南面には凝灰岩の露頭をえぐって築かれた横穴墓である。
玄室内より7世紀末から8世紀初頭の須恵器が出土されているため、この頃には築造されていたと考えられる。
なお、羽崎地区にはこの他に22基の横穴墓が確認されている。

## 概要
- 墳形：横穴墓
- 規模
  - 玄室
    - 長さ　4.72 メートル
    - 入口部幅　3.86 メートル
    - 奥壁の幅　4.1 メートル
    - 高さ　2.9 メートル

  - 羨道部
    - 長さ　10.6 メートル
    - 羨道前方部幅　2.7 メートル（羨道部の前方5.4メートルの間は無天井）
    - 後方部幅　1.78 メートル

  - 石棺　家形石棺
    - 長さ　約2.4 メートル
    - 幅　1.36 メートル
    - 高さ　0.98 メートル

## 所在地
- 岐阜県可児市羽崎746-1

## 交通アクセス
- 東海環状自動車道可児御嵩ICからおよそ3km。
- JR太多線可児駅より徒歩約15分
- 名古屋鉄道広見線新可児駅より徒歩15分